# Companhia de Navegação Carregadores Açorianos

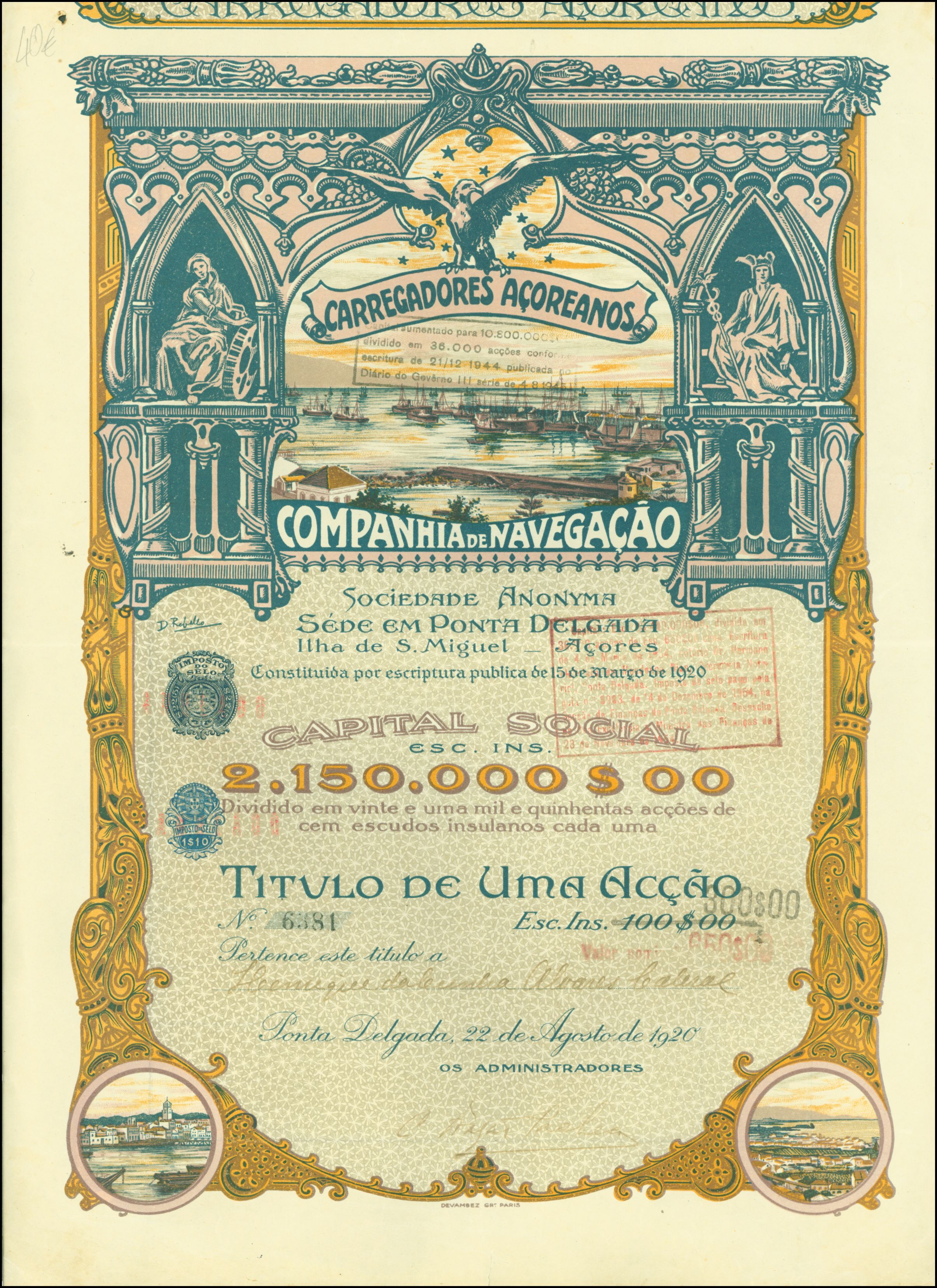
Aktie von 1920

Die Companhia de Navegação Carregadores Açorianos war eine 1920 gegründete portugiesische Reederei, die dem Export azoreanischer Produkte nach Westeuropa und in die USA diente. 1972 wurde sie von der Schwestergesellschaft Empresa Insulana de Navegação übernommen.

## Geschichte

### Vorgeschichte und Gründung
Unter Federführung von Cristiano Frazão Pacheco und seiner 1913 gegründeten Sociedade Corretora schlossen sich nach dem Ersten Weltkrieg mehrere azoreanische Ananasproduzenten zusammen, um die Früchte gemeinsam nach Europa zu exportieren. Dazu gründeten sie am 15. März 1920 die Reederei Companhia de Navegação Carregadores Açorianos, die mit regelmäßigen Verbindungen die Häfen von Le Havre, London, Antwerpen und Hamburg beliefern sollte. Als Direktverbindungen sollten die Schiffe neben der Fracht zugleich auch eine kleine Anzahl Passagiere befördern. Sitz der Gesellschaft und Heimathafen der Schiffe wurde Ponta Delgada.

### Entwicklung der Reedereiflotte

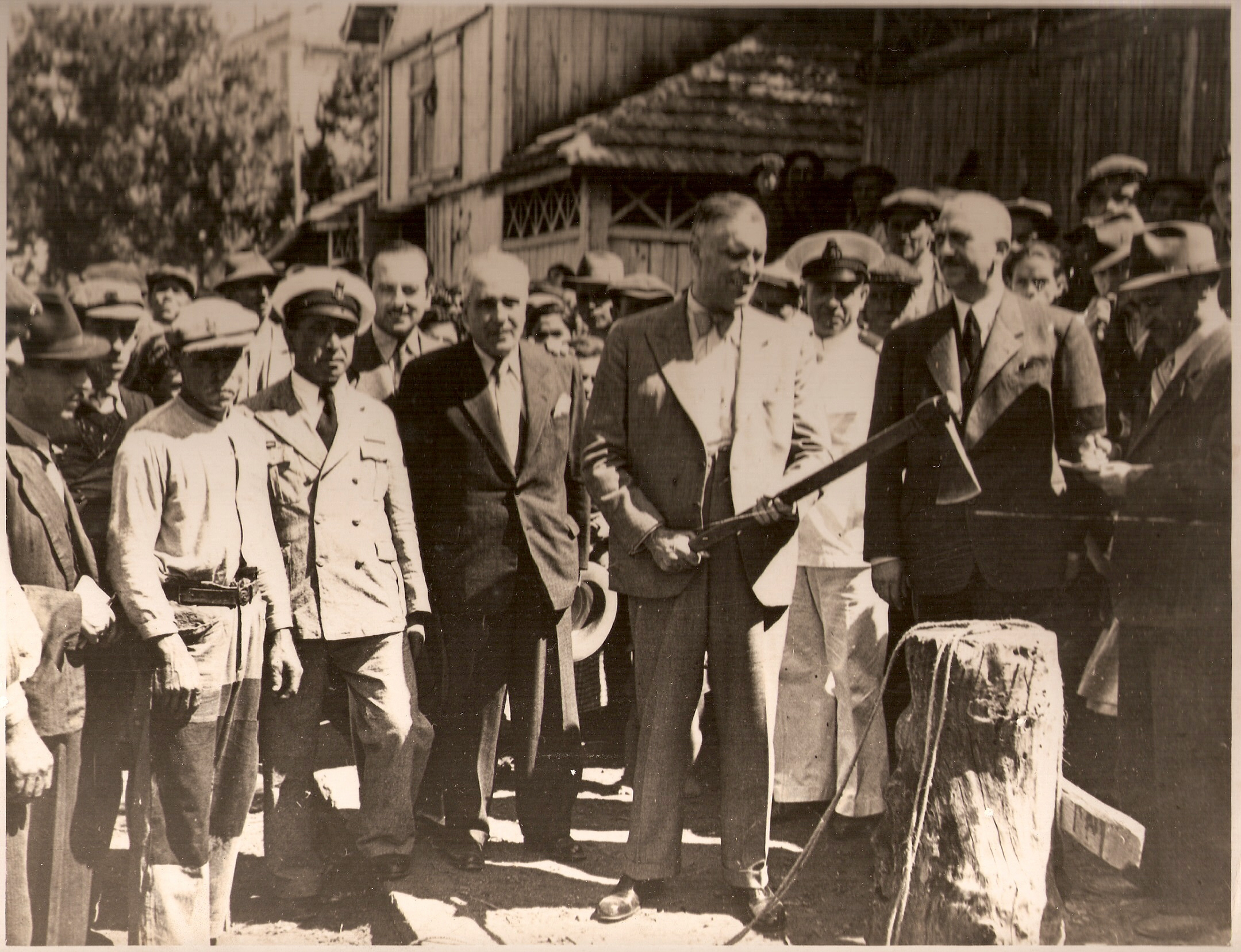
Empfang eines Carregadores-Schiffes durch den Geschäftsführer Francisco Luís Tavares

Als Erstausstattung erwarb die Reederei zunächst die beiden Fischereifahrzeuge Cachalot und Susana, bevor sie 1921/22 mit der Villa Franca das erste für den Fracht- und Passagierdienst vorgesehene Schiff erwarb. Die Villa Franca setzte sie auf der Route nach London und Hamburg ein, verkaufte sie aber bereits 1923 wieder. 1922 folgte die Gonçalo Velho und 1923 die Santa Maria, die im gleichen Jahr unterging. Nach unterschiedlichen Angaben wurde die Gonçalo Velho 1923 oder 1928 verkauft. Als Ersatz übernahm die Reederei von der 1925 aufgelösten Staatsreederei Transportes Maritimos do Estado – sie war 1916 bei Eintritt Portugals in den Ersten Weltkrieg auf Seiten der Alliierten gegründet worden und hatte beschlagnahmte deutsche und österreichisch-ungarische Schiffe bereedert – die drei Schiffe Lagoa, Villa Franca (2) und Fayal aus der Auflösungsmasse. 1928 folgten noch die beiden Schiffe Angra und Gonçalo Velho (2) und 1929 die Pêro de Alenquer.
Mit Beginn der 1930er Jahre expandierte das Unternehmen und begann mit dem Export der Früchte in die Vereinigten Staaten. Dazu schaffte sie den in Großbritannien bestellten Neubau São Miguel und die ehemals niederländische Corte Real an. Im Zweiten Weltkrieg wurde nach Schließung der europäischen Häfen die Verbindung nach Nordamerika zur wichtigsten Route der Reederei. Auf einer dieser Fahrten versenkte das deutsche U-Boot U 83 die Corte Real, nachdem bei der Überprüfung der Papiere Ladung für Kanada und Australien festgestellt wurde. Als Ersatz für den Verlust und den gleichzeitig steigenden Bedarf an Schiffsraum erwarb die Carregadores Açorianos einen der in Portugal internierten und 1943 verkauften deutschen Frachtschiffe, die Luise Bornhofen, die sie als Sete Cidades in Dienst stellte. Die Gewinne dieser Zeit konnten kaum in das Unternehmen reinvestiert werden, so dass Cristiano Frazão Pacheco damit den Neubau des abgebrannten Theaters in Ponta Delgada finanzierte.

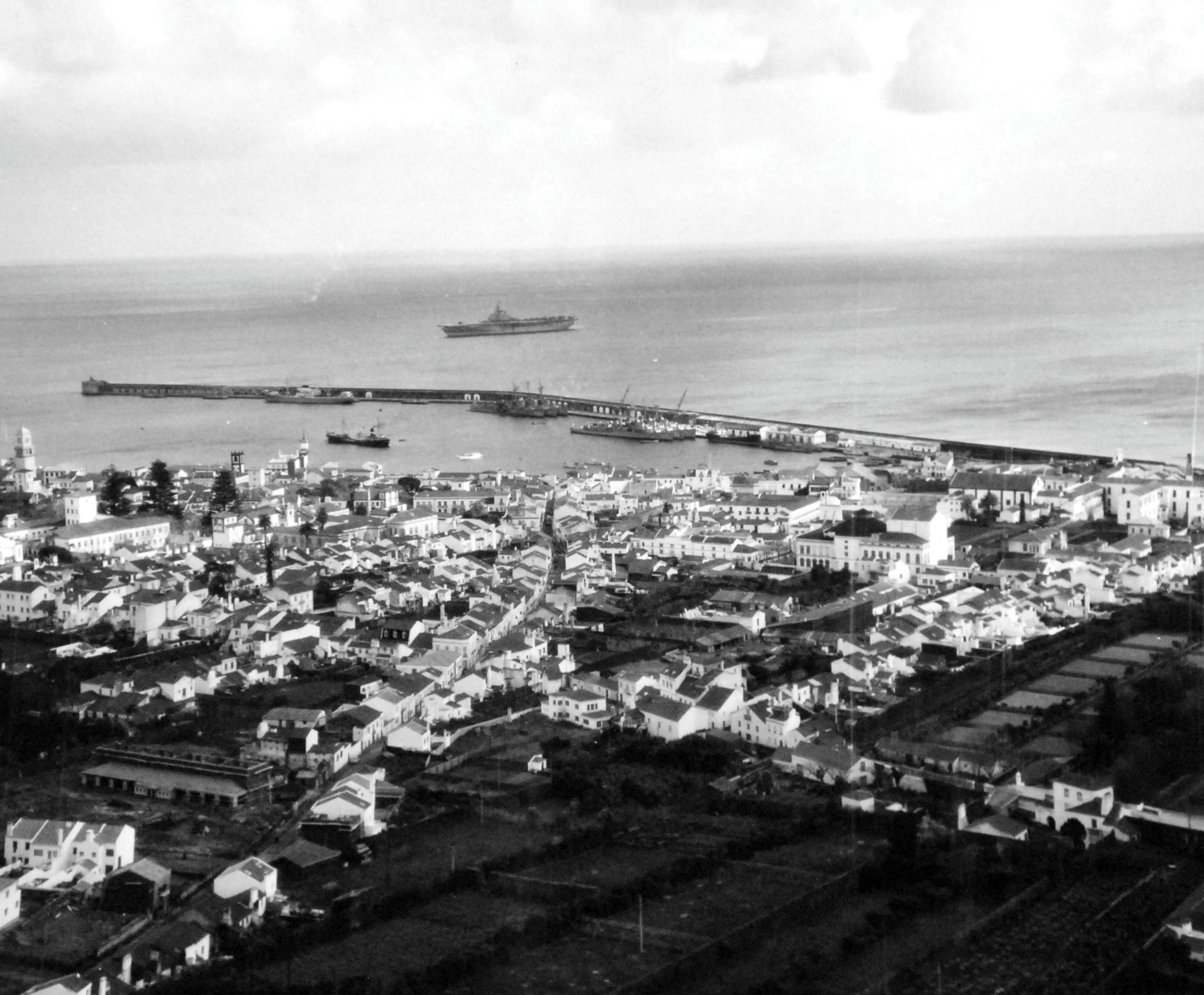
Der Hafen Ponta Delgada im Jahr 1955

### Flottenerneuerung
Nach dem Krieg war die Flotte der Reederei wie die der gesamten portugiesischen Schifffahrt überaltert. Von dem Erneuerungsprogramm der portugiesischen Regierung für die Handelsmarine, dem Despacho 100 vom 10. August 1945, sollte auch die Companhia de Navegação Carregadores Açorianos profitieren. Bis 1951 erhielt sie im Rahmen dieses Programms die Neubauten Ribeira Grande und Monte Brasil (beide 1948), Horta und Vila do Porto (1949) sowie 1951 die Ankäufe Lagoa (2) und Sete Cidades (2). Zuletzt folgten 1958 und 1960 die beiden Neubauten Acores und Ponta Garca.
Trotz der Flottenerneuerung konnte die Reederei nicht mehr an die wirtschaftlichen Erfolge der Vorkriegszeit anschließen. Vor dem Hintergrund von drei weiteren portugiesischen Anbietern im Passagierverkehr mit den Azoren (Empresa Insulana de Navegação, Empresa de Transportes do Funchal und Empresa de Navegação Madeirense) schlug der zuständige Marineminister Américo Tomás zugleich vor, die vier Unternehmen zu verschmelzen. Doch dagegen sprachen sich die betroffenen Reedereien aus.

### Verkauf und Fusion
In der zweiten Hälfte der 1960er Jahre geriet die Reederei aufgrund der starken Konkurrenz azoreanischer Reedereien sowie des Verluste schreibenden Partners Argibay – Sociedade de Construções Navais e Mecânicas langsam in wirtschaftliche Schwierigkeiten. Angesichts der Schwierigkeiten erwarb die Empresa de Traffic und Estiva (ETE) die Reederei, ebenso wie den Konkurrenten Empresa Insulana de Navegação. Zur Rationalisierung des Betriebes trat die Carregadores Açoreanos zum 11. Dezember 1972 der Schwestergesellschaft Empresa Insulana de Navegação bei. Die verbleibenden Schiffe Açores, Horta, Monte Brasil, Ponta Garça und Ribeira Grande wurden in die Flotte der Empresa Insulana de Navegação eingegliedert.

## Schiffe der Reederei
Die Liste enthält die See-Schiffe der Reederei ohne Fischereifahrzeuge.
| Name              | Baujahr | Werft                                                          | Vermessung | Dienstzeit   | Anmerkungen, Verbleib |
| ----------------- | ------- | -------------------------------------------------------------- | ---------- | ------------ | --- |
| Villa Franca      | 1903    | Chantiers Navals Anversois, Hoboken (Antwerpen)                | 851 BRT    | 1921/22–1923 | 1903 nor. Fagertun, 1918 brit. Fagertun, 1919 nor. Fagertun, 1921/22 port. Villa Franca, 1923 neuseeländ. Rata, 1924 argent. Rata, 1947 gesunken; |
| Goncalo Velho     | 1905    | Smiths Dock Company, North Shields                             | 1100 BRT   | 1922–1928    | 1905 argent. Independencia, 1918 frz. Independencia, 1921 Chellah, 1922 Ankauf als Goncalo Velho, 1928 brit. Velho, 1957 abgewrackt; |
| Santa Maria       | 1906    | Smiths Dock Company, North Shields                             | 1104 BRT   | 1923–1923    | 1906 argent. Libertad, 1920 frz. Koutoubia, 1923 Ankauf als Santa Maria, 1923 bei Reise von London vor Cabo Vilán gestrandet; |
| Lagoa             | 1911    | Neptun Werft, Rostock                                          | 1749 BRT   | 1924–1928    | 1911 dt. Mailand, 1914 in Lissabon interniert, 1916 port. Viana, 1924 Ankauf als Lagoa, 1928 bei Vila do Conde/Porto gestrandet; |
| Villa Franca (2)  | 1906    | Seebeck-Werft, Geestemünde                                     | 1781 BRT   | 1924–1951    | 1906 dt. Arkadia, 1914 in Lissabon interniert, 1916 portug. Esposende, 1924 Ankauf als Villa Franca (2), 1951 rumän. Octombrie Rosu, 1960 abgewrackt; |
| Fayal             | 1897    | Craig, Taylor & Company, Thornaby-on-Tees                      | 2068 BRT   | 1925–1927    | 1897 brit. Whitehall, 1908 ital. Margaritone, 1913 dt. Nizza, 1914 in Lissabon interniert, 1916 port. Sacavem, 1925 Ankauf als Fayal, 1927 lett. Kurbads, 1938 abgewrackt; |
| Angra             | 1915    | Sunderland Shipbuilders, Sunderland                            | 1525 BRT   | 1928–1933    | 1915 brit. Flaxmere, 1923 brit. Boscan, 1928 Ankauf als Angra, 1933 auf der Fahrt von Hamburg nach Lissabon vor dem Douro gesunken; |
| Goncalo Velho (2) | 1913    | Murdoch & Murray, Port Glasgow                                 | 1579 BRT   | 1928–1949    | 1913 brit. Linmere, 1923 brit. Balboa, 1928 Ankauf als Goncalo Velho (2), 1949 panam. Generoso, 1949 schweiz. Generoso, 1953 ital. Generoso, 1961 abgewrackt; |
| Pêro de Alenquer  | 1913    | Neptun Werft, Rostock                                          | 2512 BRT   | 1929–1959    | 1913 dt. Antares, 1914 in Lissabon interniert, 1916 beschlagnahmt und port. Marinetransporter Coimbra, 1929 Ankauf als Pêro de Alenquer, 1959 abgewrackt; |
| San Miguel        | 1905    | Sir Raylton Dixon and Company, Middlesbrough                   | 2112 BRT   | 1930–1931    | 1905 San Miguel der Empresa Insulana, 1930 Ankauf für Verbindung in die Vereinigten Staaten, 1931 an Companhia Colonial de Navegação: Guinea (2), 1950 abgewrackt; |
| San Miguel (2)    | 1930    | Swan Hunter, Wallsend                                          | 2177 BRT   | 1931–1968    | Neubau für Verbindung in die Vereinigten Staaten, 1968 abgewrackt; |
| Corte Real        | 1922    | A. Vuijk & Zonen, Capelle aan den IJssel                       | 2044 BRT   | 1934–1941    | 1922 ndl. Peursum, 1934 Ankauf durch Carregadores Açoreanos: Corte Real, 12. Oktober 1941 ca. 80 sm westlich Lissabon von U 83 versenkt; |
| Sete Cidades      | 1906    | Clyde Shipbuilding Company, Port Glasgow                       | 2808 BRT   | 1943–1950    | 1906 brit. Sharistan, 1911 brit. Siptah, 1930 dt. Traunstein, 1938 dt. Luise Bornhofen, 1943 Ankauf als Sete Cidades, 1950 abgewrackt; |
| Ribeira Grande    | 1948    | A. Vuyk & Zonen, Capelle aan den IJssel                        | 2388 BRT   | 1948–1972    | 1972 von Empresa Insulana übernommen, 1974 an Companhia Portuguesa de Transportes Marítimos, 1987 abgewrackt. |
| Monte Brasil      | 1948    | A. Vuyk & Zonen, Capelle aan den IJssel                        | 2394 BRT   | 1948–1972    | 1972 von Empresa Insulana übernommen, 1974 an Companhia Portuguesa de Transportes Marítimos, 1982 abgewrackt. |
| Horta             | 1949    | Blyth Dry Docks & Shipbuilding Company, Blyth (Northumberland) | 2546 BRT   | 1949–1972    | Neubau für Carregadores Açoreanos und Schwesterschiff der Vila do Porto, 1972 von Empresa Insulana übernommen, 1974 an Companhia Portuguesa de Transportes Marítimos, 1981 abgewrackt. |
| Vila do Porto     | 1949    | Blyth Dry Docks & Shipbuilding Company, Blyth (Northumberland) | 2585 BRT   | 1949–1955    | Neubau für Carregadores Açoreanos und Schwesterschiff der Horta, 20. März 1955 auf der Fahrt nach New York City auf Untiefe vor dem Hafen Leixões gesunken; |
| Lagoa (2)         | 1950    | Sociedad Española de Construccion Naval, Bilbao                | 2414 BRT   | 1951–1972    | 1950 span Villaviciosa, 1951 portug. Lagoa (2) der Carregadores Açoreanos, 1972 als Somar von Empresa Insulana übernommen, 1973 abgewrackt. |
| Sete Cidades (2)  | 1950    | Soc. Espanhola de Construção Naval, Bilbao                     | 2414 BRT   | 1951–1971    | 1950 span. Villagarcia, 1951 Ankauf als Sete Cidades (3), 1962 verkauft?, 1971 abgewrackt; |
| Açores            | 1958    | Finnboda Varv, Nacka                                           | 2962 BRT   | 1958–1972    | als schwed. Svea bestellt und vor Fertigstellung von Carregadores Açoreanos angekauft, 1972 an Empresa Insulana, 1974 an Companhia Portuguesa de Transportes Marítimos, 1985 an Portline: Pedro Reinel, 1987 verkauft: Pedro Express, 1987 abgewrackt.                                                                 |
| Ponta Garça       | 1962    | Estaleiros Navais de Viana do Castelo, Viana do Castelo        | 1809 BRT   | 1962–1972    | 1972 von Carregadores Açoreanos übernommen, 1974 an Companhia Portuguesa de Transportes Marítimos, 1986 Antero de Quental der Transinsular, 1988 abgewrackt. |
| Sete Cidades (3)  | 1961    | Falkvarv, Falkenberg                                           | 1086 BRT   | 1972–1972    | 1961 schwed. Nordpol, 1964 norweg. Bruse, 1972 Ankauf und an Empresa Insulana, 1974 an Companhia Portuguesa de Transportes Marítimos, 1986 ohne Namenswechsel an Vianalis in Lissabon, 1990 hondur. Consul, 1990 hondur. Rahmi, 1992 panam. Sharaf Alddin, 2000 komor. Egenur, 2005 komor. Diamond I, Verbleib unklar. |